# Sklípkan Smithův
Sklípkan Smithův (Brachypelma hamorii; Dříve Brachypelma smithi) je druh sklípkana rodu Brachypelma. Vědecky byl popsán v roce 1897 původně jako Eurypelma smithi arachnologem F. O. P. Cambridgem podle materiálu sesbíraného H. H. Smithem v Dos Arroyos v Mexickém státě Guerrero. V roce 1903 byl tento sklípkan Pocockem překlasifikován do rodu Brachypelma. Vyskytuje se na úpatí pohoří Sierra Madre del Sur, kde preferuje suché lesy na Pacifickém pobřeží. Byly popsány dokonce dvě mírně odlišné formy tohoto druhu. Jedna forma se vyskytuje v okolí Acapulca (Guerrero), druhá v okolí Colimy. Tyto dvě oblasti jsou od sebe separovány velkou řekou Balsas (Michoacan).
Jedná se o zemního sklípkana, který se obvykle ukrývá pod spadlými kmeny, ležícími kameny nebo opuštěných norách hlodavců. Po období dešťů (na konci října) dospělí samci opouštějí natrvalo své úkryty a vydávají se hledat samice vhodné k páření. Samice se dožívá až 20 let, samec po dosažení dospělosti žije maximálně 1 rok.
Tito sklípkani mohou mít v rozpětí nohou až 16 cm a v těle měřit i 7–8 cm. Zbarvení je černé, na článcích končetin je oranžová, oranžově je také lemovaný karapax. Typ vyskytující se z v Guerreru vypadá více chlupatý a červené zbarvení končetin je výraznější. Chybí také černé chloupky lemující červené plamínky na patelách a pedipalpech.

## Rozmnožování
Tento druh může mít ve svém kokonu 300 až 1200 vajec. Brachypelma hamorii dospívá kolem druhého až čtvrtého roku věku.

## Obrana
Brání se převážně vyčesáváním žahavých chloupků z abdomenu. V ohrožení může zaujmout obranný postoj, nebo použít výpad. Celkově se jedná o neagresivní druh, výpad je velmi ojedinělý.

## Chov
Brachypelma hamorii je často chovaná amatérskými chovateli. Jedná se o poměrně nenáročného sklípkana, vhodného i pro začátečníky.